# Александър Мидендорф
Александър Фьодорович Мидендорф (на руски: Александр Фёдорович Миддендорф; на немски: Alexander Theodor von Middendorff) е руски пътешественик, изследовател, географ, ботаник и зоолог от немски произход, основател на науката за вечната замръзналост.

## Ранни години (1815 – 1839)
Роден е на 18 август 1815 година в Санкт Петербург (по други данни в Естляндска губерния), Руска империя, в семейство на директор на гимназия. Завършва средно образование в 3-та Петербургска гимназия. Ваканциите Мидендорф прекарва сред природата в Естония, където са заражда у него любовта към природата, развива способностите си на следотърсач, упоритост и неуморимост. Мечтата му е да стане натуралист и да пътешества в неизвестни страни.
През 1832 г. постъпва в медицинския факултет на Дерптския университет, като се увлича по зоология и други естествени науки. През 1837 г. завършва университета със степен доктор по медицина. За усъвършенстване на знанията и уменията си две години работи в университетите в Берлин, Бреслау, Виена и Хайделберг под ръководството на видни специалисти в областта на зоологията, ботаниката, геологията, антропологията и етнографията.
След завръщането си от чужбина през 1839 г. е назначен за доцент по зоология в Киевския университет.

## Експедиционна дейност (1840 – 1845)

### Експедиция на Колския полуостров (1840)
1840 г. е повратна година от живота на Мидендорф. По време на лятната ваканция той се записва в експедицията на Карл Ернст фон Баер на Нова Земя. Неблагоприятното време възпрепятства достигането на Нова Земя и експедицията се насочва към Колския п-ов. В очакване на по-благоприятно време Баер се заема с изучаване на морската фауна, а след това въобще отменя по-нататъшното плаване, като решава да се ограничи с крайбрежието на Колския п-ов. Предложението на Мидендорф сам да пресече полуострова заинтересува Баер и той дава съгласието си. През септември пеша и в лодка с двама местни жители Мидендорф пресича полуострова от селището Кола в северната част до град Кандалакша, като изследва и картографира цялото течение на река Кола (86 км) и извора ѝ – езерото Имандра (812 км2) и провежда геодезически измервания, събира богат материал по икономика, етнография, флора и фауна на полуострова.

### Сибирска експедиция (1842 – 1845)
От 1842 до 1845 г., по препоръка на Карл Баер, Мидендорф извършва експедиция в Сибир, която е спонсорирана от Академията на науките, като провежда комплексни изследвания на природата на вътрешните райони на п-ов Таймир, Становите планини, Алданската планинска земя, западното крайбрежие на Охотско море и Шантарските о-ви. В състава на експедицията е зачислен 22-годишния унтерофицер и военен топограф Василий Василиевич Ваганов.

#### Изследвания на п-ов Таймир (1843)
В началото на 1843 г. експедицията се спуска по Енисей от Красноярск до Туруханск, а през април до Дудинка. От там тръгва на североизток, пресича езерото Пясино (735 км2), изкачва се по река Дудипта (687 км, десен приток на Пясина) и достига до долното течение на река Боганида (от басейна на Хатанга). Пресича от юг на север Северосибирската низина и през юли достига до река Горна Таймира. През целия месец юли изследва цялото ѝ течение (567 км) и езерото Таймир, като в него открива остров. На север от езерото открива планината Биранга (1146 м). Спуска се по река Долна Таймира (187 км) и в края на август достига до Таймирския залив (76°25′ с. ш. 98°00′ и. д. / 76.416667° с. ш. 98° и. д.) на Карско море. В края на януари 1844 г. експедицията се завръща в Красноярск и Ваганов на базата на своите геодезически измервания съставя карта на Горна и Долна Таймира и езерото Таймир.
По време на пътешествието си определя площта на езерото Таймир (4560 км2), а покрай течението на река Долна Таймира открива много добре запазил се скелет на мамут. Натрупва първи сведения за вечно замръзналата почва.

#### Изследвания в Източен Сибир (1844 – 1845)
През февруари Мидендорф, отново заедно с Ваганов тръгва от Красноярск, преминава през Иркутск, достига до Лена и по нея в началото на март се спуска до Якутск, където известно време изучава вечната замръзналост в района, като по този начин поставя началото на съществуването на тази наука. През април експедицията се придвижва до селището Амга, разположено на река Амга (ляв приток на Алдан). От там се изкачват по река Учур (812 км, десен приток на Алдан), пресичат Становите планини (2412 м) и достигат до горното течение на река Уда. Там пътешествениците построяват лодки и с тях се спускат по нея (около 400 км) до Удския залив, като Ваганов картира цялата река. Продължават на изток покрай брега, като Мидендорф изследва геологията на крайбрежието, а Ваганов описва и картира южния бряг на Удския залив (с Мечия остров), южното крайбрежие на остров Голям Шантар, Тугурския и Улбански залив (южната част на залива Академия), като фактически открива Тугурския п-ов с дълбокия залив Константин. Още по-на изток двамата откриват п-ов Тохареу (53°45′ с. ш. 138°25′ и. д. / 53.75° с. ш. 138.416667° и. д.), вдаващ се в залива Академия и разделящ го на заливите Улбански и Николай. На изток от залива Николай Мидендорф открива хребета Мевачан (дължина 100 км, 972 м).
През ноември пътешествениците се връщат обратно към устието на река Тугур, изкачват се по нея на юг до големия ѝ завой и на изток от нея откриват късия хребет Магу (100 км, 1252 м), а на запад – Тугурския хребет. Продължават на юг, достигат до река Немилен (ляв приток на Амгун) и се изкачват по един неин десен приток до хребета Дусе-Алин (150 км, 2326 м, продължение на Бурейнския хребет). Пресичат хребета, достигат до река Бурея (623 км, ляв приток на Амур) и по нея се спускат до устието на десния ѝ приток река Ниман (280 км). Изкачват се по Ниман и преминават в басейна на река Селемджа. Продължават на северозапад и в края на декември 1844 г. достигат до река Зея при устието на десния ѝ приток река Гилюй. От там експедицията завива на югозапад и в края на януари 1845 г. достига до Амур. Изкачва се по Амур и Шилка и през Нерчинск се завръща в Иркутск.
Научните достижения от експедицията в Сибир са големи. Извършено е първото етнографско описание на редица сибирски народи, първата научна характеристика на климата на Сибир, определена е южната граница на вечно замръзналата почва и зоналността на растителността. Цялата тази информация е публикувана в излязлата от печат двутомна книга под заглавието: „Путешествие на север и восток Сибири“ (ч. 1 – 2, СПБ, 1860 – 77).

## Следващи години (1846 – 1894)
Успешната експедиция на Мидендорф са повод за създаването на Руското географско дружество, като той, заедно с Баер възглавяват етнографската секция. През 1850 г. е избран за академик в Петербургската академия на науките, а от 1855 г. и до смъртта си е неин секретар. Съдейства за организирането и провеждането на множество експедиции в Камчатка, Амурския край, Средна Азия и други. От 1859 става президент на Руското географско дружество.
През 1867 и 1870 г. съпровожда великия княз Алексей Александрович в плаване към Нова Земя и Исландия, където провежда хидрографски изследвания на морското течението Гълфстрийм. Подобно пътешествие прави и през 1869 г. с великия княз Владимир Александрович.
През 1872 г. изследва Барабинската степ (117 хил.км2), а през 1877 – 1878 г. – Ферганската долина (22 хил.км2).
По време на всичките си пътешествия събира огромен материал отнасящ се до орографията, геоморфологията, хидрологията, климатологията, геокриолитозоната, геоботаниката, зоогеографията, екологията, геологията, картографията, растителността, животинския свят и други.
Мидендорф се занимава и със селско стопанство, като взема дейно участие в организацията на провеждащите се ежегодно в Русия селскостопански изложения. През 1883 г. Министерството на държавното имущество възлага на Мидендорф да оглави експедиция, задачата на която се състои в това да се изследва състоянието на животновъдството в Русия. По време на втората година от експедицията Мидендорф тежко заболява и не успява да продължи полезната си дейност.
Разстроеното по време на множеството пътешествия здраве заставя Мидендорф да прекара последните си десет години от живота си в собственото си имение Хеленурм в днешна Естония, където умира на 24 януари 1894 година на 78-годишна възраст.

## Памет
Неговото име носят:
- връх Мидендорф (78°06′ с. ш. 21°32′ и. д. / 78.1° с. ш. 21.533333° и. д., 452 м), в северната част на остров Едж в архипелага Шпицберген;
- залив Мидендорф (75°53′ с. ш. 93°45′ и. д. / 75.883333° с. ш. 93.75° и. д.), на Карско море, на северозападното крайбрежие на п-ов Таймир;
- ледник Мидендорф (81°44′ с. ш. 58°35′ и. д. / 81.733333° с. ш. 58.583333° и. д.), в южната част на остров Рудолф в архипелага Земя на Франц Йосиф;
- нос Мидендорф (82°40′ с. ш. 46°51′ з. д. / 82.666667° с. ш. 46.85° з. д.), на северния бряг на Гренландия;
- нос Мидендорф (76°03′ с. ш. 67°00′ и. д. / 76.05° с. ш. 67° и. д.), на източния бряг на Северния остров на Нова земя;
- нос Мидендорф (76°06′ с. ш. 96°22′ и. д. / 76.1° с. ш. 96.366667° и. д.), най-южната точка на остров Таймир в архипелага Норденшелд;
- нос Мидендорф (75°53′ с. ш. 93°41′ и. д. / 75.883333° с. ш. 93.683333° и. д.), на северозападния бряг на п-ов Таймир;
- нос Хеленорм (76°06′ с. ш. 96°16′ и. д. / 76.1° с. ш. 96.266667° и. д.), на северния бряг на п-ов Таймир.

## Съчинения
- „Путешествие на север и восток Сибири“, ч. 1 – 2, СПБ, 1860 – 77;
- „Бараба“, СПБ, 1871;
- „Очерки Ферганской долины“, СПБ, 1882.